# O Shape do Punk do Cão
O Shape do Punk do Cão é o primeiro EP da banda brasileira U.D.R., lançado em 2007.
Nesta obra, a banda optou por fazer canções simples, básicas, que não chegam a sequer um minuto de duração.
A capa e nome do disco é uma paródia do álbum The Shape of Punk to Come, da banda Refused.
A terceira faixa, "Gordinho, você não é DJ", é uma indireta ao ex-integrante da banda Bonde do Rolê Rodrigo Gorky, por causa de uma discussão on-line entre as bandas U.D.R., Bonde das Impostora e Bonde do Rolê. 

## Faixas
| N.º            | Título                                                      | Duração |  |
| 1.             | "Nunca é Tarde Demais para Dizer a Alguém que Você Tem HPV" | 0:35    |  |
| 2.             | "Vo Jozar"                                                  | 0:51    |  |
| 3.             | "Gordinho, Você não É DJ"                                   | 0:45    |  |
| 4.             | "Modelo 2008"                                               | 0:40    |  |
| Duração total: | Duração total:                                              | 2:55    |  |

## Ficha técnica
Banda
- Professor Aquaplay - vocais, arranjos, produção musical
- MC Carvão - vocais, arranjos, produção musical